# Jaan Teemant
Jaan Teemant (ur. 24 września 1872 w Illuste, zm. ok. 1941) – estoński prawnik i polityk. Starszy Państwa Republiki Estonii w latach 1925-1927 oraz w 1932.

## Życiorys

### Wczesna działalność
Ukończył prywatną szkołę średnią Hugo Treffnera w Rewlu, a następnie, w 1901 r., studia prawnicze na Uniwersytecie Petersburskim. Podjął następnie praktykę w Rewlu, łącząc ją w latach 1904–1905 ze sprawowaniem funkcji radnego miejskiego. W 1905 r. brał udział w wydarzeniach rewolucyjnych. W listopadzie 1905 r. brał udział w Ogólnoestońskim Zgromadzeniu Delegatów Ludowych, z udziałem przedstawicieli miast, gmin i estońskich organizacji narodowych. Został wybrany na przewodniczącego Zgromadzenia, przewodził też bardziej radykalnej frakcji uczestników, jednak ostatecznie zjazd przyjął deklarację opracowaną przez bardziej umiarkowaną grupę Jaana Tõnissona. Żądano w niej przekształcenia Rosji w monarchię konstytucyjną, parcelacji ziemi państwowej, ograniczenia przywilejów Niemców bałtyckich i zmian granic guberni estońskiej tak, by objęła ona całe terytorium zamieszkiwane przez Estończyków. Po ogłoszeniu na ziemiach estońskich stanu wojennego w związku z falą buntów chłopskich i robotniczych, Teemant zbiegł z Rosji i został zaocznie skazany na śmierć. Do 1908 r. przebywał w Szwajcarii. 
Po powrocie do Rosji w 1908 r. został aresztowany, zaś w 1909 r. skazany na półtora roku więzienia, którą to karę odbył w Petersburgu, i dalsze dwa lata zesłania w guberni archangielskiej. Po zwolnieniu w 1913 r. powrócił do praktyki adwokackiej.
W 1917 r. został wybrany do Estońskiego Zgromadzenia Prowincjonalnego (Maapäev) i od lipca do października tego roku był jego przewodniczącym. 

### W niepodległej Estonii. Okres demokratyczny
W 1919 r. został wybrany do estońskiego Zgromadzenia Konstytucyjnego z ramienia Związku Agrariuszy, następnie jednak złożył mandat, by objąć stanowisko prokuratora generalnego Republiki Estonii. Zrezygnował z działalności politycznej po zakończeniu wojny o niepodległość Estonii i ponownie zaczął praktykować jako prawnik. W 1923 r. zdecydował się jednak na start do estońskiego parlamentu (Riigikogu) i odniósł wyborczy sukces. Zdobywał mandaty deputowanego również w kolejnych wyborach w Estonii, aż do zamachu stanu Konstantina Pätsa w 1934 r. i ustanowienia autorytarnych rządów. 
Dwukrotnie sprawował funkcję Starszego Państwa (Riigivan), łączącą obowiązki głowy państwa i szefa rządu. Cztery raz stał na czele rządu, trzykrotnie w latach 1925-1927 oraz raz w 1932. Jego rząd w okresie kryzysu gospodarczego wprowadził szereg cięć socjalnych. Mimo to jego osobista popularność pozostała wysoka. 

### Okres rządów autorytarnych
W 1934 r., obawiając się przejęcia władzy przez ruch wabsów, lider Związku Agrariuszy Konstantin Päts oraz gen. Johan Laidoner wspólnie przeprowadził zamach stanu i rozpoczęli wspólne sprawowanie rządów autorytarnych. Jaan Teemant protestował przeciwko demontażowi instytucji demokratycznych na ostatniej sesji rozwiązanego parlamentu, a następnie bronił w sądzie innych opozycjonistów, oskarżonych o działalność antyestońską. 
W 1936 r. czterej dawni Starsi Państwa: Teemant, Jaan Tõnisson, Ants Piip i Juhan Kukk) wystosowali - na łamach gazety wydawanej w Finlandii - list otwarty do Pätsa i Laidonera, domagając się powrotu do demokratycznych zasad sprawowania władzy, jednak ich wystąpienie zostało zignorowane. Teemant mógł kontynuować praktykę adwokacką, był również członkiem komisji koordynującej wyjazdy Niemców bałtyckich do III Rzeszy.
W 1940 r., po wkroczeniu wojsk radzieckich do Estonii, Jaan Teemant został aresztowany przez NKWD. W lutym 1941 r. został skazany na dziesięć lat więzienia przez radziecki sąd wojskowy. O jego dalszych losach nie ma wiarygodnych informacji.